# Jihad (sang)
 For alternative betydninger, se Jihad (flertydig). (Se også artikler, som begynder med Jihad)
Jihad er en sang af det amerikanske thrash metal band Slayer fra deres album Christ Illusion, udgivet 8. august 2006.
Sangens titel og hentydende tekst vakte allerede opsigt før albummet overhovedet var blevet udgivet. Sangen omhandler terrorangrebet 9/11 2001 set fra terroristernes synsvinkel. Bandet har dog aktivt benægtet at de prøver at vise hvilken side der "har ret". Sangen minder meget om "Angel of Death" ved at den omhandler et bestemt perspektiv uden at blive sympatetisk. Arkiveret 12. marts 2007 hos  Wayback Machine
Slutningen af sangen indeholder nogle oversatte citater i spoken word fra en "terrorist manual" som blev fundet i en undersøgelse angående terrorangrebene 11. september.
| Musik | Spire Denne musikartikel er en spire som bør udbygges. Du er velkommen til at hjælpe Wikipedia ved at udvide den. |